# Liste von Söhnen und Töchtern der Stadt Miskolc
Die folgende Liste enthält Personen, die in der ungarischen Stadt Miskolc geboren wurden. Die Liste erhebt keinen Anspruch auf Vollständigkeit.

## In Miskolc geborene Persönlichkeiten

### Bis 1850
- Gábor Dayka (1769–1796), Dichter
- Josef Lonovics von Krivina (1793–1867), Bischof der Csanáder Diözese und Erzbischof von Kalocsa und Erlau
- Andrei Șaguna (1809–1873), orthodoxer Metropolit von Siebenbürgen
- Julius Leopold Klein (1808–1876), deutscher Autor und Literaturhistoriker
- Róza Laborfalvi (1817–1886), Schauspielerin
- Ede Reményi (1828–1898), Violinist
- Zsigmond Bródy (1840–1906), Journalist und Mitglied der Magnatentafel des ungarischen Reichstags
- Salomon Klein (1845–1937), jüdischer Ophthalmologe in Wien

### 1851 bis 1900
- Josef Danegger (1865–1933), Charakterdarsteller, Regisseur und Schauspielpädagoge
- Ida Jenbach (1868–zwischen 1941 und 1943), Schauspielerin und Drehbuchautorin
- Alexander Spitzer (1868–1943), ungarisch-österreichischer Neuropathologe und Anatom
- Bela Jenbach (1871–1943), Schauspieler und Operettenlibrettist
- Sándor Ferenczi (1873–1933), Neurologe und Psychoanalytiker
- Dezső Földes (1880–1950), Säbelfechter
- Attila Sassy (1880–1967), Maler und Grafiker
- Victor Alberti (1884–1942), ungarisch-deutscher Musikverleger
- János Kmetty (1889–1975), Maler und Grafiker
- Karl Biedermann (1890–1945), Kommandant der österreichischen Heimwehr, Major der deutschen Wehrmacht und Widerstandskämpfer gegen den Nationalsozialismus
- Sándor Rónai (1892–1965), Politiker und Staatspräsident
- Sándor Takács (1893–1932), Schachspieler
- Ica von Lenkeffy (1896–1955), Theater- und Stummfilmschauspielerin
- Marcel Dick (1898–1991), ungarisch-US-amerikanischer Geiger und Komponist
- Lőrinc Szabó (1900–1957), Dichter

### 1901 bis 1960
- Sándor Vándor (1901–1945), Komponist und Dirigent
- László Kozma (1902–1983), Computerpionier
- Emeric Pressburger (1902–1988), Drehbuchautor, Filmregisseur und Filmproduzent
- Ladislau Raffinsky (1905–1981), rumänischer Fußballspieler und -trainer
- George Friedmann (1910–2002), argentinischer Kameramann und Fotograf
- Benjamin Lax (1915–2015), austroamerikanischer experimenteller Festkörperphysiker
- Béla Tarczai (1922–2013), Fotokünstler, Gründer des Miskolcer Fotografie-Klubs und des Vereins Ehemaliger Kriegsgefangener in Miskolc
- Eva Haraszti-Taylor (1923–2005), ungarisch-britische Historikerin
- Gizella Farkas (1925–1996), Tischtennisspielerin
- Eva-Maria Molnar-Wassmann (* 1929), Gesangspädagogin, Kammersängerin und Hochschullehrerin, geboren in Hejöcsaba
- Dezső Gyarmati (1927–2013), Wasserballspieler und -trainer
- Ernő Béres (1928–2023), Mittel- und Langstreckenläufer
- Ilona Kállay (1930–2005), Schauspielerin
- Károly Grósz (1930–1996), Vorsitzender des ungarischen Ministerrats 1987–1988
- Erika Áts (1934–2020), Dichterin und Übersetzerin
- Győző Török (1935–1987), Radrennfahrer
- László Bárczay (1936–2016), Schachgroßmeister
- Judit Ágoston-Mendelényi (1937–2013), Florettfechterin
- Imre Csiszár (* 1938), Mathematiker
- Ferenc Jánosi (1938–2023), Volleyballspieler
- Anton Pausch (* 1938), deutscher Politiker, Bürgermeister und Oberbürgermeister von Wurzen
- Yochk’o Seffer (* 1939), Jazzmusiker
- Péter Marót (1945–2020), Fechter
- László Simon (1948–2009), Pianist
- István Jónyer (* 1950), Tischtennisspieler
- László Bogár (* 1951), Staatssekretär, globalisierungskritischer Philosoph und links-/rechtsnationaler Publizist
- Sándor Puhl (1955–2021), Fußballschiedsrichter
- Tamás Csathó (* 1956), Radrennfahrer
- Kálmán Balogh (* 1959), Cimbalomspieler
- László Palácsik (1959–2022), Biathlet
- Szabolcs Pásztor (1959–2022), Fechter

### Ab 1961
- Zsolt Kriston (* 1961), Tischtennisspieler
- Péter Kropkó (* 1963), Duathlet und Triathlet
- Anna Bozsik (* 1965), Biathletin und Skilangläuferin
- Bertalan Hajtós (* 1965), Judoka
- Attila Nagy (* 1966), Badmintonspieler
- Attila Repka (* 1968), Ringkämpfer
- Imre Koncsik (* 1969), Theologe
- Krisztina Tóth (* 1974), Tischtennisspielerin
- Mihály Deák Bárdos (* 1975), Ringkämpfer
- Roland Kökény (* 1975), Kanute
- Csaba Kuttor (* 1975), Triathlet
- Éva Szemcsák (* 1975), Biathletin
- Péter Biros (* 1976), Wasserballer
- Máté Kamarás (* 1976), Sänger, Schauspieler, Musicaldarsteller
- Szilard Huszank (* 1980), deutsch-ungarischer Maler und Grafiker
- Péter Jakab (* 1980), Politiker und Partei- und Fraktionsvorsitzender von Jobbik im ungarischen Parlament
- Judit Varga (* 1980), Politikerin
- Júlia Sebestyén (* 1981), Eiskunstläuferin
- Csanád Szegedi (* 1982), Politiker und Abgeordneter zum Europaparlament
- Ivett Szöllősi (* 1982), Biathletin
- Szabolcs Huszti (* 1983), Fußballnationalspieler
- Vilmos Vanczák (* 1983), Fußballspieler
- Balázs Szabó (* 1985), Organist und Orgelsachverständiger
- Anna Rudolf (* 1987), Schachspielerin
- Ágnes Mutina (* 1988), Schwimmerin
- Ákos Pásztor (* 1991), Handballspieler
- Tamás Pál Kiss (* 1991), Rennfahrer
- Balázs Gőz (* 1992), Eishockeyspieler
- Bence Rakaczki (1993–2014), Fußballspieler
- Nándor Csóka (* 1996), Boxer
- Márk Koszta (* 1996), Fußballspieler